# فرودگاه سکک و گرانده
فرودگاه سکک و گرانده (به انگلیسی: Sack-O-Grande Acroport) (به زبان بومی: Harbican Airport) یک فرودگاه همگانی است که یک باند فرود چمن دارد و طول باند آن ۱۲۰۴ متر است. این فرودگاه در شهر کیتی، تگزاس کشور ایالات متحده آمریکا قرار دارد و در ارتفاع ۵۰ متری از سطح دریا واقع شده است.